# Anne Greene
Anne Greene (Steeple Barton, 1628 – 1659) è stata una collaboratrice domestica britannica, nota per essere sopravvissuta alla pena di morte per impiccagione a cui era stata condannata nel 1650 perché ritenuta colpevole di infanticidio.

## Il processo e la condanna
Nata attorno al 1628 nel villaggio di Steeple Barton, nell'Oxfordshire, la Greene lavorò sin da ragazzina come sguattera nella casa di Sir Thomas Read, un giudice di pace che viveva nella vicina Duns Tew, dove dormiva in una piccola stanza, conservata ancora oggi, con altre cameriere. Secondo quanto affermato in seguito dalla stessa Greene, in quella casa essa era stata spesso oggetto di tentativi di adescamento con promesse e lusinghe amorose messi in atto dal nipote di Sir Thomas, Geoffrey Read, all'epoca adolescente, che si era invaghito di lei e a cui essa si era infine concessa.
Rimasta incinta, la donna ebbe un aborto spontaneo - dichiarerà poi di non essersi resa conto del suo stato di gravidanza fino a tale evento - dopo diciassette settimane e decise quindi di nascondere i resti del feto. Tuttavia, il cadavere del feto fu scoperto e la Greene fu quindi sospettata di infanticidio ai sensi del Concealment of Birth of Bastards Act del 1624, in base al quale si presumeva che una donna che avesse nascosto la morte di un suo figlio illegittimo lo avesse anche ucciso.
Nel corso del processo, celebrato peraltro dal giudice Read, un'ostetrica testimoniò affermando che il feto era troppo sottosviluppato per essere mai stato vivo, e diversi servitori che lavoravano con la Greene testimoniarono dicendo che la donna aveva avuto "alcuni problemi per circa un mese prima di abortire" che erano iniziati "dopo che aveva pesantemente faticato a produrre malto". Nonostante tutte queste testimonianze, Anne Greene fu dichiarata colpevole di omicidio e condannata a morte per impiccagione, una sentenza che venne eseguita presso il castello di Oxford il 14 dicembre 1650. Su richiesta della condannata stessa, dopo l'apertura della botola molti dei suoi amici iniziarono a tirarne il corpo, ancora penzolante dalla forca, e un soldato la colpì quattro o cinque volte con il calcio del suo moschetto, il tutto al fine di accelerarne la morte e liberarla dal dolore. Dopo mezz'ora, ormai ritenuta morta, la donna fu liberata dal cappio e il suo corpo fu consegnato a William Petty e Thomas Willis, due medici dell'Università di Oxford, perché ne potessero disporre per studi scientifici.

## Guarigione
Quando aprirono la bara, i due medici si accorsero che Anne Greene aveva ancora polso e respirava debolmente e decisero quindi, dopo aver chiesto aiuto ai due colleghi Ralph Bathurst e Henry Clerke, di provare a rimetterla in forze. I medici testarono quindi vari rimedi, incluso versarle del liquore caldo in gola, strofinarle gli arti e le estremità, sottoporla a un salasso, applicarle un cataplasma sui seni e praticarle un clistere di fumo di tabacco al fine di riscaldarle le viscere. Infine, la misero in un letto caldo assieme ad un'altra donna perché le tenesse caldo e la massaggiasse. La Greene rispose ottimamente ai trattamenti, ricominciando a parlare dopo dodici o quattordici ore di cure e a mangiare cibi solidi dopo quattro giorni. Nel giro di un mese, la donna si era completamente ristabilita, a parte il fatto che non ricordava nulla dei momenti dell'esecuzione.
Le autorità concessero alla Greene una sospensione della pena per tutto il tempo necessario a che la donna si riprendesse e infine la graziarono, ritenendo che a salvarla fosse stata la mano di Dio e che ciò avesse quindi dimostrato la sua piena innocenza. Uno scrittore di opuscoli (al tempo chiamati pamphlet), W. Burdet, afferma che Sir Thomas Read morì tre giorni dopo il tentativo di impiccagione della Greene e che quindi non ci fosse più nessun pubblico ministero che volesse opporsi alla grazia. Tuttavia, Richard Watkins, un altro autore di opuscoli, scrive che la guarigione della donna provocò l'ira e l'indignazione di alcuni suoi nemici, tra cui quella di un uomo piuttosto potente che si adoperò affinché la Greene fosse riportata sul luogo dell'esecuzione, per essere impiccata, contrariamente a quanto stabilito da "la Legge, la ragione e la giustizia", tuttavia alcuni onesti funzionari, sempre stando a Watkins, intervennero a favore della donna e impedirono che ciò avvenisse.
Dopo la guarigione, Anne Greene andò ad abitare in campagna, presso alcuni amici, portando con sé la propria bara. Lì, la donna si sposò ed ebbe tre figli, e infine morì nel 1659.

## Nella cultura di massa
L'evento della miracolosa guardigione ispirò due opuscoli del XVII secolo. Nel primo, realizzato da W. Burdet e che era intitolato A Wonder of Wonders nella sua prima edizione del 1651 e A Declaration from Oxford, of Anne Greene nella seconda, l'evento viene narrato in termini miracolosi e metafisici. Nel secondo, pubblicato sempre nel 1651 ad opera di Richard Watkins ed intitolato Newes from the Dead, si ha invece un resoconto dell'evento scritto in prosa, sobrio e accurato dal punto di vista medico, assieme a una serie di 25 poesie da esso ispirate, scritte in varie lingue, e che includevano anche una serie di versi inglesi di Christopher Wren, che diventerà uno dei più grandi architetti del suo tempo ma che a quell'epoca era solo un comune studente del a Wadham College.
La storia di Anne Greene è stata menzionata anche nell'edizione inglese del 1659 di The History of the World di Denis Pétau e in The Natural History of Oxfordshire di Robert Plot, pubblicato del 1677. Il libro di Plot è anche il primo scritto a noi noto a menzionare il successivo matrimonio della Greene e l'anno della sua morte.